# بلبل زرین بانگایی
بلبل زرین بانگایی (نام علمی: Hypsipetes harterti) گونه‌ای از پرندگان گنجشک‌سان از تیرهٔ بلبلان (Pycnonotidae) است. این گونه بومی جزیره بانگای در اندونزی است. زیستگاه طبیعی آن جنگل‌های جلگه‌ای نمناک نیمه‌گرمسیری یا گرمسیری است.